# Jeziora chmieleńskie
Jeziora chmieleńskie – grupa trzech jezior (Kłodno, Białe i Rekowo)  na Pojezierzu Kaszubskim w powiecie kartuskim (województwo pomorskie) o łącznej powierzchni 271 ha. Jeziora Chmieleńskie położone są na obszarze Kaszubskiego Parku Krajobrazowego. Wzdłuż zachodniej linii brzegowej jezior Kłodno i Białego przebiega Droga Kaszubska, a same Jeziora Chmieleńskie poprzez wąskie przesmyki wodne łączą się z jeziorami Małym Brodnem i Raduńskim Dolnym. Trzecim jeziorem chmieleńskim jest położone najbardziej na wschód od Chmielna Rekowo. Prowadzi tędy również turystyczny Szlak Kaszubski.